# Tamaki (Dead or Alive)
Tamaki (たまき?) es una personaje ficticia de la saga de videojuegos de lucha Dead or Alive por Team Ninja y Koei Tecmo. Fue introducida en el spin-off Dead or Alive Xtreme Venus Vacation como una exmodelo convertida en diseñadora de moda, para luego debutar como luchadora de aikido en Dead or Alive 6.

## Concepto y diseño
En una intrevista con Famitsu con motivo del segundo aniversario de Dead or Alive Xtreme Venus Vacation, el entonces director Yasunori Sakuda comentó que creó a Tamaki con la visión de una mujer adulta y seductora pero añadió una tendencia a emborracharse al beber para evitar hacerla "muy perfecta". El arte conceptual compartido en la misma entrevista, muestra que originalmente Tamaki iba a tener pelo castaño.
En su diseño final, Tamaki es una mujer esbelta de 1,69 cm de altura. Ella tiene pelo verde y un moderno corte de pelo asimétrico con un mechón de pelo teñido rojo. Sus ojos son verde claro, tiene un lunar bajo su ojo derecho y sus medidas busto/cintura/cadera son 84/54/87. Su profesión actual es diseñadora de moda y sus pasatiempos incluyen escalar en bloque, practicar yoga y salir de bar en bar. También gusta de los macarrones, agua carbonatada y el alcohol.
Tamaki tiene una personalidad coqueta que gusta de molestar afectivamente al jugador y a las otras visitantes en Venus Island. Por otro lado, en sus episodios de historia de Venus Vacation, se implica que es una persona auto-exigente pero al mismo tiempo confiable a la cual las otras chicas acuden por su consejo.

## Apariciones
Tamaki fue anunciada para Dead or Alive Xtreme Venus Vacation en la revista Weekly Famitsū y fue agregada al juego el 12 de abril de 2018. Ella fue la segunda personaje añadida a Venus Vacation post-lanzamiento. En el juego, Tamaki llega a la Venus Island buscando alejarse del estrés del día a día. En episodios subsequentes, Tamaki le coopera al dueño de la isla diseñando trajes de baño para las otras Venus que forman parte del festival.
Originalmente el productor de Dead or Alive 6, Yohei Shimbori, dijo que las personajes originales de Venus Vacation no harían una aparición en DOA6. Pero en noviembre de 2019, durante el evento Dead or Alive Festival 2019, se anunció que una personaje de Venus Vacation se uniría al roster jugable de DOA6 el 2020. En febrero de 2020, salió un teaser confirmando a Tamaki como la personaje escogida para unirse como parte de la cuarta temporada de contenido descargable. A principios de marzo salió un tráiler mostrando su gameplay donde se reveló que era una practicante de aikido. Subsecuentemente, Tamaki fue añadida a Dead or Alive 6 el 10 de marzo de 2020. En julio de 2020, durante la primera "Japan Fighting Game Publishers Roundtable", Yohei Shimbori anunció que Tamaki iba a ser añadida a la versión de arcade del juego.
Desde su introducción, Tamaki ha sido elegida en repetidas ocasiones como representate de Dead or Alive Xtreme Venus Vacation para colaboraciones con otros juegos. En mayo de 2019, Tamaki apareció en la historia del segundo crossover de Destiny Child con Venus Vacation y como ilustración de un ítem Soul Carta. En marzo de 2022 fue añadida como personaje jugable en Shinobi Master Senran Kagura: New Link para la tercera colaboración de Venus Vacation con este juego. Entre abril y mayo de 2023, Tamaki fue añadida a Azur Lane durante la segunda colaboración con este juego.
El 21 de octubre de 2024 fue confirmada como la cuarta personaje en sumarse a Venus Vacation Prism: Dead or Alive Xtreme.

## Recepción
De acuerdo al productor de Dead or Alive Xtreme Venus Vacation, Yasunori Sakuda, Tamaki es popular fuera y dentro de Japón. Previo a su lanzamiento en Dead or Alive 6, su teaser tráiler obtuvo mala recepción. Dustin Bailey escribiendo para PCGamesN la describió como "la personaje más cachonda del juego" y añadió que a diferencia de Lisa Hamilton, que era una luchadora libre, Tamaki era sólo una modelo de bikinis y que fue incluida para concientizar a la audiencia. Post-lanzamiento las impresiones fueron más positivas. Matt Sainsbury de Digitally Downloaded destacó positivamente su inclusión. En una reseña en video mencionó que Tamaki traía un nuevo estilo de pelea a la franquicia y elogió la implementación de sus movimientos de aikido en Dead or Alive 6.
Tamaki ha sido incluida en material promocional para la franquicia Dead or Alive. En el evento Tokyo Game Show 2018, la invitada especial de la presentación de Koei Tecmo, Ryou Yamabuki (山吹りょう?), realizó un cosplay de Tamaki vestida de sirvienta. El año siguiente su actriz de voz, Saori Ōnishi, fue una de las invitadas especiales para la presentación de Koei Tecmo en el mismo evento.